# Vojvoden (opera)

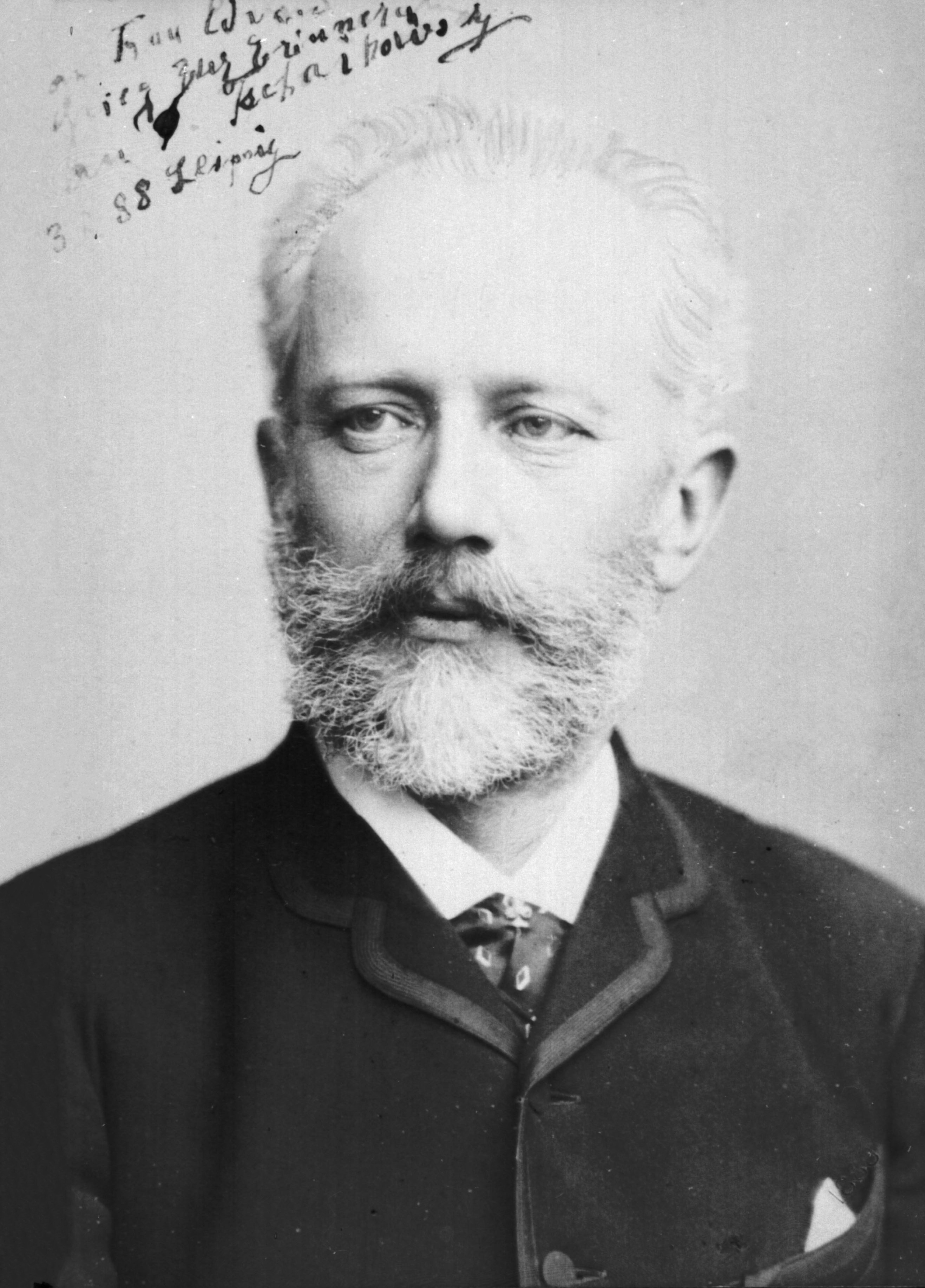
Pjotr Tjajkovskij

Vojvoden (ryska: Воевода) är en opera i tre akter med musik av Pjotr Tjajkovskij. Librettot skrevs av tonsättaren och Aleksandr Ostrovskij efter dennes melodram Vojvoda.

## Historia
Ostrovskij skulle själv utarbeta librettot men Tjajkovskij tappade bort en del av texten och skrev själv andra och tredje akten. Operan komponerades mellan mars 1867 och augusti 1868 och hade premiär den 11 februari 1869 på Bolsjojteatern i Moskva. Efter fem föreställningar lades opera ned. Tjajkovskij förstörde senare partituret men på 1900-talet gjordes en rekonstruktion av överblivet orkestermaterial, sångstämmor och skisser.

## Personer
- Nechaj Sjaligin, vojvod (bas)
- Vlas Djuzhoj, en rik köpman (bas)
- Marija Vlasjevna, hans hustru (sopran)
- Praskovja Vlasjevna, hans dotter (sopran)
- Nastasja (sopran)
- Stepan Bastrjukov, son till en rik adelsman (tenor)
- Roman Dubrovin (baryton)
- Olena, hans hustru (mezzosopran)
- Rezvij, Bastrjukovs tjänare (bas)
- Narren (tenor)
- Nedviga (mezzosopran)
- Den nye vojvoden (bas)

## Handling
Vid floden Volga, mitten av 1600-talet.
Praskovja, dotter till den rike köpmannen Djuzhoj, ska giftas bort med den gamle vojvoden Sjaligin. Denna förening skulle äventyra förlovningen mellan Praskovjas syster Marija och vojvodens fiende Bastrjukov. Men när vojvoden får syn på Marija vill han gifta sig med henne i stället. Bastrjukov gör ett fåfängt försök att rädda sin älskade. Bastrjukov förenar sig med Dubrovin, vars hustru fördes bort av vojvoden två år tidigare. De planerar att frita Maija och Dubrovins hustru medan vojvoden är borta. Planen går i stöpet då vojvoden oväntat återvänder men de två paren räddas av den nye vojvoden som är sänd för att ersätta Sjaligin.